# Alfons Van Hoof
Karel Alfons Van Hoof (Hoogstraten, 29 oktober 1862 - aldaar, 28 februari 1936) was een Belgisch huidenvetter en politicus.

## Levensloop
Van Hoof was huidenvetter van beroep. Daarnaast was hij van 1912 tot 1926 burgemeester van Hoogstraten. Hij volgde in deze functie Hendrik Brosens op, zelf werd hij in deze hoedanigheid opgevolgd door Renaat Van Den Kieboom.